# Macrorhynchia mulderi
Macrorhynchia mulderi is een hydroïdpoliep uit de familie Aglaopheniidae. De poliep komt uit het geslacht Macrorhynchia. Macrorhynchia mulderi werd in 1907 voor het eerst wetenschappelijk beschreven door Bartlett. 